# Johnny Thomson
John Thomson (9 de abril de 1922 – 24 de setembro de 1960) foi um automobilista norte-americano.
Thomson esteve em oito 500 Milhas de Indianápolis. quando a prova fazia parte do calendário da Fórmula 1 de 1950 até 1960: 1953, 1954, 1955, 1956, 1957, 1958, 1959 e 1960. Seu melhor resultado foi o 3º lugar em 1959, prova em que largou na pole position.